# Municipio de Iowa (condado de Sherman)
El municipio de Iowa (en inglés: Iowa Township) es un municipio ubicado en el condado de Sherman en el estado estadounidense de Kansas. En el año 2010 tenía una población de 31 habitantes y una densidad poblacional de 0,11 personas por km².

## Geografía
El municipio de Iowa se encuentra ubicado en las coordenadas 39°11′59″N 101°30′12″O / 39.19972, -101.50333. Según la Oficina del Censo de los Estados Unidos, el municipio tiene una superficie total de 278.75 km², de la cual 278,75 km² corresponden a tierra firme y (0 %) 0 km² es agua.

## Demografía
Según el censo de 2010, había 31 personas residiendo en el municipio de Iowa. La densidad de población era de 0,11 hab./km². De los 31 habitantes, el municipio de Iowa estaba compuesto por el 100 % blancos. Del total de la población el 0 % eran hispanos o latinos de cualquier raza.